# Els (Kräuterbitter)

Eine Flasche Els

Der Els ist ein wermutlastiger Kräuterbitter, der nicht gebrannt wird. Er ist vor allem bekannt aus dem Raum Monschau in der Eifel, hat aber auch in der Region Niederrhein und in den benachbarten Niederlanden seine Tradition.
Er kann auf zweierlei Weise hergestellt werden: als „Aufgesetzter“ im privaten Bereich oder gewerbsmäßig durch Herstellung und Mischung eines Destillates. Das Produkt ist traditionell in fast allen Wirtschaften Monschaus und in der näheren Umgebung erhältlich.
Die Ursprünge könnten im Kloster Reichenstein liegen. Ursprünglich soll er ein Tee (in Wasser angesetzte Kräuter) für an Appetitlosigkeit leidendes Vieh gewesen sein.
Els ist kein geschützter, ortsgebundener Name; so existieren etwa folgende Varianten:
- Kalterherberger Els
- Monschauer Els
- Raerener Els
- Vossenacker Els
- Xantener Els
- Kevelaerer Moosbur Els

Im niederländischen Beek wird Aels (Markenname: Els la Vera) hergestellt; ähnlich ist auch der Tilburger Kräuterschnaps.